# Stałe Przedstawicielstwo Indonezji przy ONZ
Stałe Przedstawicielstwo Republiki Indonezji przy Narodach Zjednoczonych (ang. Permanent Mission of the Republic of Indonesia to the United Nation) – misja dyplomatyczna Indonezji przy Organizacji Narodów Zjednoczonych z siedzibą w Nowym Jorku.
Indonezja została przyjęta do Organizacji Narodów Zjednoczonych w 1950, jako 60 członek.